# Bobowa
Bobowa – miasto w Polsce, w województwie małopolskim, w powiecie gorlickim, w gminie Bobowa, nad rzeką Białą. Przez miasto przebiega droga wojewódzka nr 981 oraz linia kolejowa nr 96 ze stacją Bobowa oraz przystankiem kolejowym Bobowa Miasto.
Prywatne miasto szlacheckie lokowane w 1339, położone było w drugiej połowie XVI wieku w powiecie bieckim w województwie krakowskim. W latach 1975–1998 miejscowość administracyjnie należała do województwa nowosądeckiego.
Miasto jest siedzibą gminy Bobowa.

## Historia

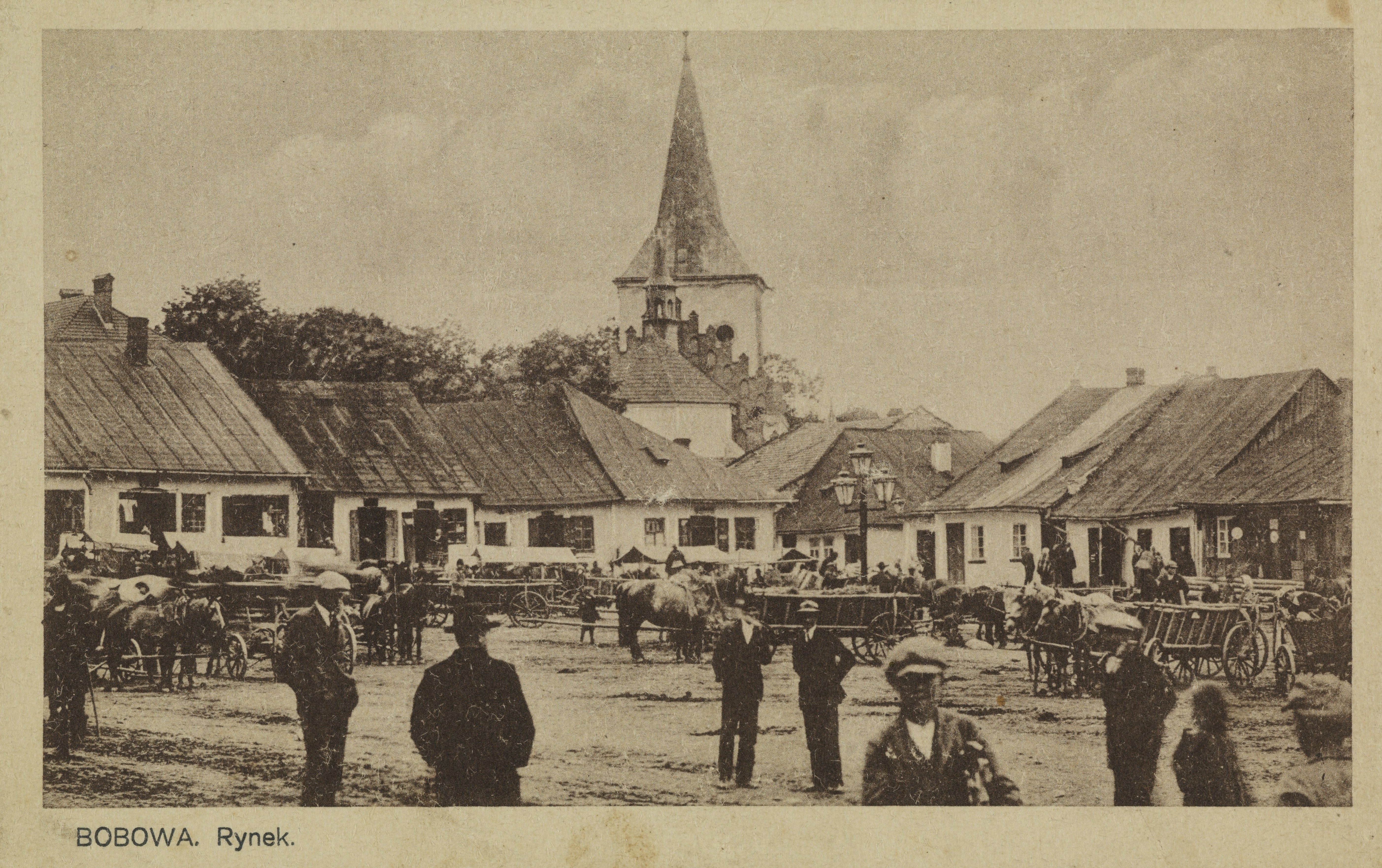
Rynek około 1924–1930

Pierwszą wzmiankę historyczną o istniejącej już miejscowości datuje się na rok 1339. Kolejna pochodzi z 1342, a następna z Kroniki Jana Długosza, gdzie autor wspomina o dowódcy 46. chorągwi Zygmuncie z Bobowej. Około 1522. pojawia się nowy właściciel, Achacy Jordan z Zakliczyna herbu Trąby, kasztelan biecki i starosta sądecki. W rękach Jordanów Bobowa pozostaje przez ponad 100 lat, przechodząc kolejno w ręce syna Achacego, Mikołaja, gorliwego członka wspólnoty braci polskich, oraz wnuka, również Achacego, sędziego grodzkiego krakowskiego.
W 1580 r. miasto spustoszył ogień. Nie znamy szczegółów tego pożaru, jednak musiał on bardzo zniszczyć miasto, skoro król Stefan Batory uwolnił je od wszelkich podatków na okres 4 lat. Zaraza z 1622 r. znacznie uszczupliła liczbę ludności miasta. Kolejne epidemie grasowały tu w l. 1662, 1709 i 1721.
Bobowa była niewielkim miastem o charakterze rolniczo-rzemieślniczym, znacznie mniejszym od niedalekiego Biecza: w 1629 r. płaciła ona 131 zł. z tytułu podatku od łanów miejskich i domów (tzw. sztos), podczas gdy Biecz 1251 zł. Z archiwaliów cechowych znana jest dziś tylko księga cechu szewskiego z najstarszym wpisem z r. 1586. Poza tym w mieście działały cechy: rzeźniczy (wzmianka z 1523), krawiecki i kuśnierski (1562), tkacki (1606) i cech wspólny (1646), do którego należeli stolarze, garncarze i piekarze. W pierwszej połowie XVII w. w mieście działało łącznie od 32 do 40 mistrzów cechowych.
Już na początku XVI w. Bobowa otrzymała od króla Aleksandra Jagiellończyka przywilej na dwa jarmarki, a na drugie dwa otrzymała przywilej od jego następcy, Zygmunta Starego. Później od kolejnych panujących otrzymała zgodę na kilka kolejnych jarmarków na len, przędzę i płótno oraz na dostarczaną z górskich wsi wołoskich wełnę. Miejscowi kupcy dostarczali m.in. zboże i woły do Krakowa, a w drodze powrotnej przywozili glejtę i ołów dla miejscowych ośrodków garncarskich. Część z nich handlowała nawet winem sprowadzanym z Bardejowa. Poza tym w mieście odbywały się cotygodniowe targi, które miały jednak rangę głównie lokalną.
W 1740 właścicielem Bobowej został Stanisław Łętowski z Łętowa. Po Stanisławie Łętowskim dziedzictwo przejął jego syn, Franciszek Łętowski (zm. 17 kwietnia 1811), a po jego śmierci Bobową odziedziczył syn Franciszka i Teresy, biskup krakowski Ludwik Łętowski (1786–1868), który sprzedał ją dziedzicowi Siedlisk i innych okolicznych wsi, Michałowi Miłkowskiemu. Ewaryst Andrzej, hrabia Kuropatnicki w wydanej po raz pierwszy w 1786 r. „Geografii (...) Galicyi i Lodomeryi” tak pisał krótko o Bobowej: Miasto handlowe, żydami osiadłe, dziedziczne Franciszka Łętowskiego; kolegiatą (której kapituła zniesiona) wspaniałą i zamkiem murowanym ozdobne.
Przed 1939 r. znany ośrodek chasydyzmu z siedzibą dynastii cadyków Halberstamów (posługujących się tytułem Bobower Rebe), którzy prowadzili w Bobowej słynną jesziwę. Obecnie bobowska dynastia chasydzka "Bobower chasidim" działa głównie w USA.
W 1889 Stanisław Wyspiański w czasie artystycznej podróży po okolicy odwiedził Bobową. Wykonał tu 10 szkiców. Stały się one jedyną pamiątką dawnego wyglądu miasta, bo w tym samym roku strawił miasto trzeci w historii wielki pożar.
W 1899 roku została otwarta Krajowa szkoła koronkarska w Bobowej, która działała do 1912 roku (wg niektórych źródeł do 1927). Jej spadkobiercą jest działający od 1949 Zespół Szkół Zawodowych im. Stanisława Wyspiańskiego w Bobowej.
W 1916 odwiedzał miasto Józef Piłsudski, gdzie był gościem rodziny Długoszowskich. Bolesław Wieniawa-Długoszowski, który wychował się w miejscowym dworze, był później jego adiutantem. Bezpośrednio przed bitwą warszawską z bolszewikami w 1920 Piłsudski odwiedził tu przyszłą żonę i córkę – stąd udał się do Dęblina.
W roku 1921 ludność żydowska Bobowej liczyła 565 osób, co stanowiło 39,7% ogółu mieszkańców. Po wybuchu II wojny światowej schroniło się tam wielu Żydów, ich liczba wzrosła wówczas do niemal 1300. Latem 1941 Niemcy wykorzystywali ich do prac przymusowych, a w październiku tego roku utworzyli getto, w którym zamknięto 2200 osób. 13 sierpnia 1942 getto zostało zlikwidowane, większość Żydów rozstrzelano w Stróżówce koło Gorlic.
9 lipca 1943 wieś została spacyfikowana. W trakcie akcji dowodzonej przez gestapowca Juliusa Garblera oraz dowódcę posterunku żandarmerii z Dębicy Hansa Kocha, Niemcy zabili 18 osób, w tym członków podziemnych organizacji. 50 mieszkańców zostało wywiezionych na roboty przymusowe do Niemiec.
W latach 1339–1934 miejscowość posiadała prawa miejskie. Następnie do końca roku 2008 była wsią. 1 stycznia 2009 odzyskała status miasta.

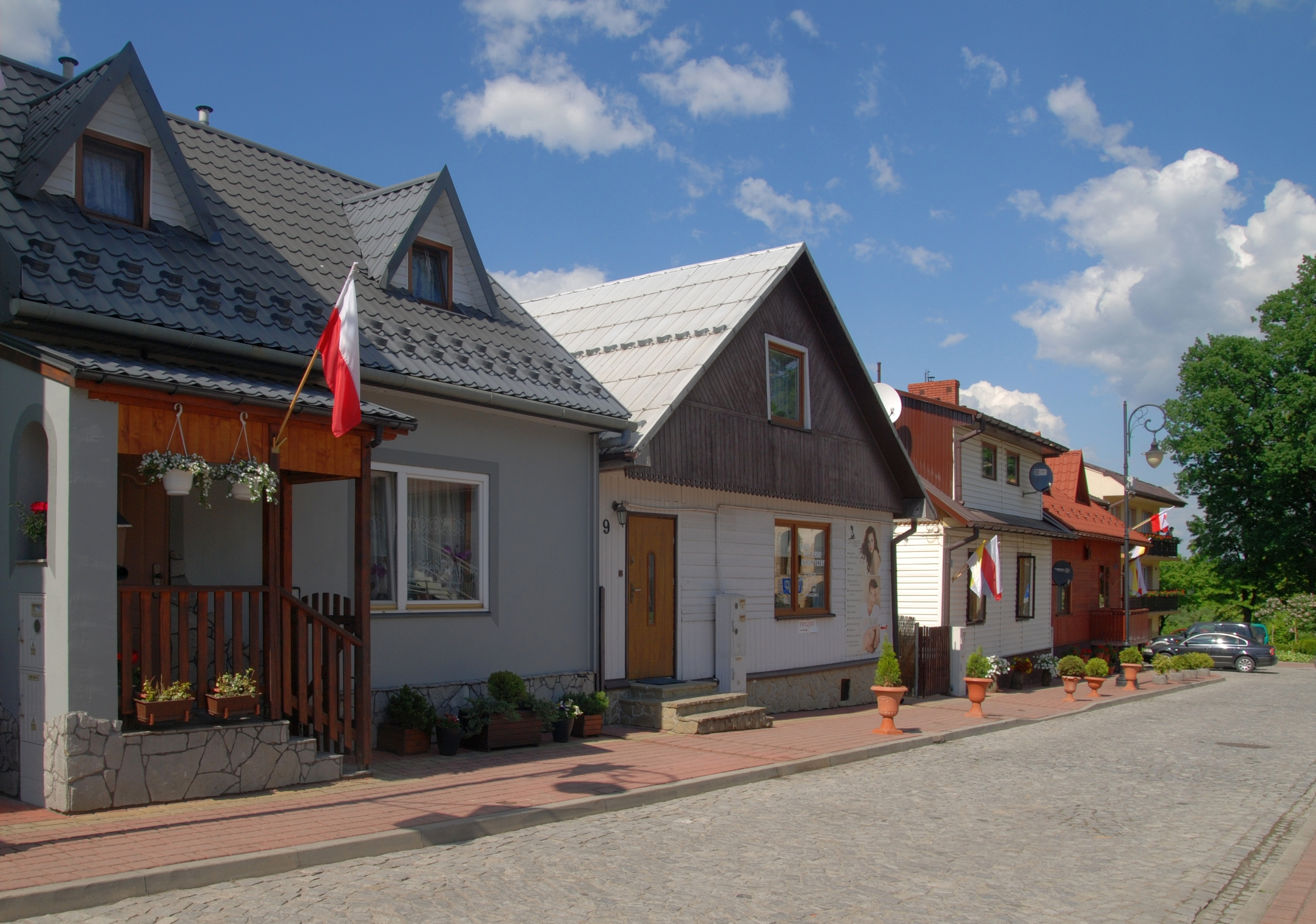
Zabudowa małomiasteczkowa
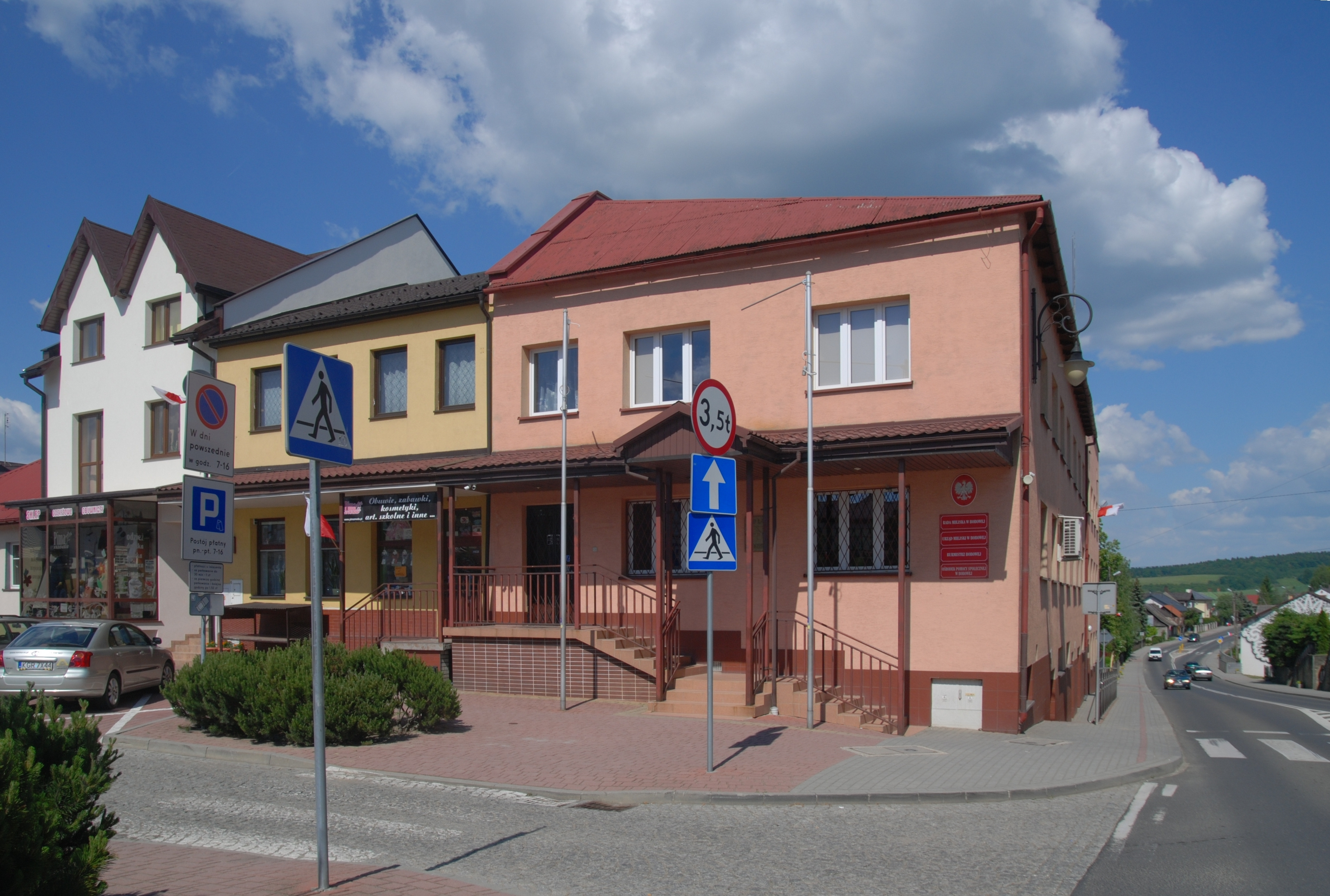
Rynek, ratusz
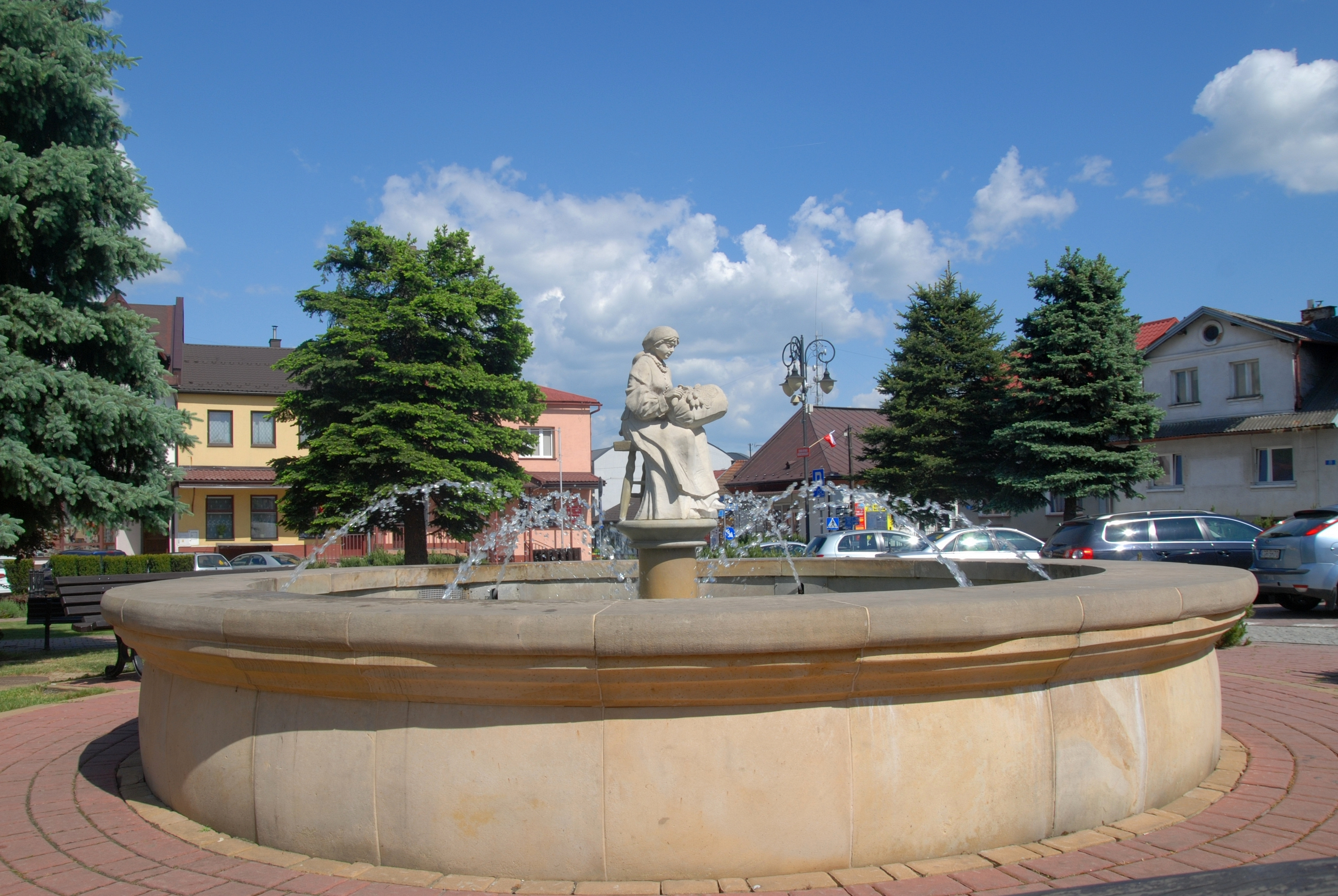
Rynek, fontanna z figurą koronczarki

## Kultura
Bobowa jest również jedną z nielicznych miejscowości w Polsce, w których wyrabia się koronki metodą klockową. Od 2000 w pierwszej dekadzie października odbywa się tu Międzynarodowy Festiwal Koronki Klockowej, na którym można oglądać rękodzieło z różnych krajów Europy (również eksponaty muzealne), a także uczestniczyć w warsztatach koronkarskich i nabyć gotowe koronki. Zbiory w tym zakresie gromadzi Galeria Koronki Klockowej.
Bobowa jest miejscem urodzenia słynnego XVII-wiecznego kompozytora, muzyka, tłumacza i uczonego Wojciecha Bobowskiego, znanego pod tureckim imieniem Ali Ufka Bey.

## Demografia

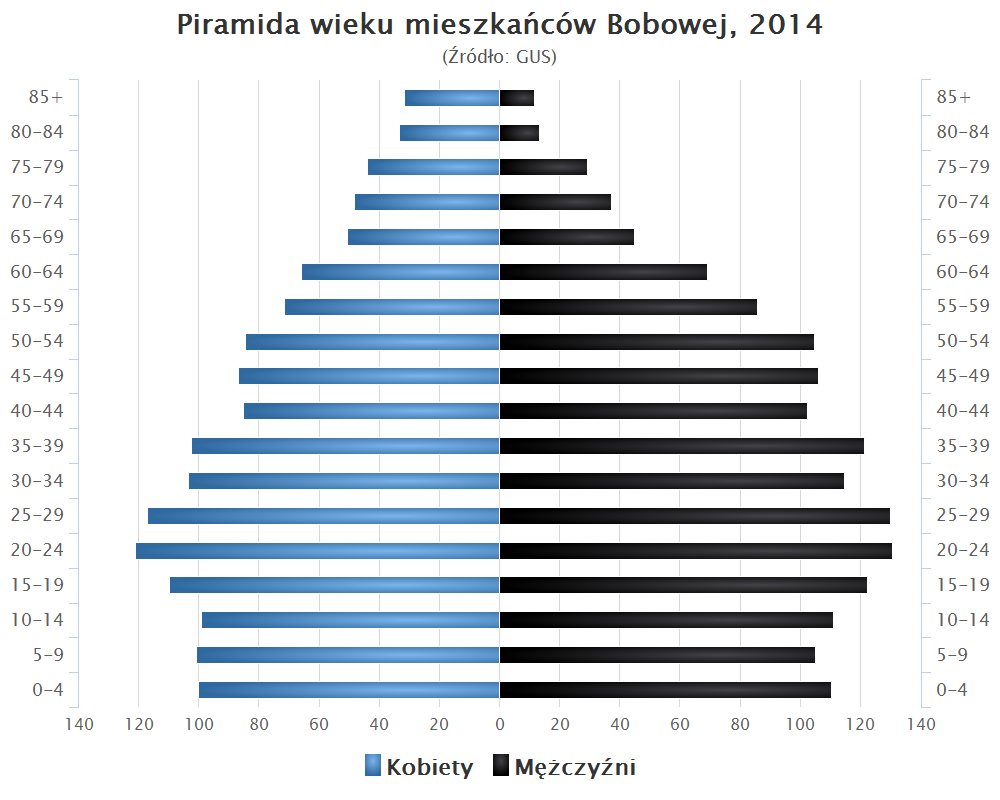
Piramida wieku mieszkańców Bobowej w 2014 roku

W 2016 Bobową zamieszkiwało 3101 mieszkańców.

## Zabytki
Obiekty wpisane do rejestru zabytków nieruchomych województwa małopolskiego
- gotycki, parafialny kościół pw. Wszystkich Świętych w Bobowej z XIV/XV wieku, w latach 1561–1592 – zbór luterański, przebudowany w XVIII wieku;
- późnogotycki kościół cmentarny pw. św. Zofii z II poł. XV w. z ogrodzeniem z XVII i XIX w. Przez braci polskich został zamieniony na stajnię;
- synagoga,
- kirkut żydowski z ohelem;
- cmentarz wojenny nr 133 z I wojny światowej.

## Inne zabytki
- dwór Długoszowskich z XVII w. zwany „zamkiem”, w którym zamieszkiwała m.in. rodzina Długoszowskich, będąca jednym z właścicieli Bobowej. Tu wychował się Bolesław Wieniawa-Długoszowski, późniejszy osobisty adiutant marszałka Piłsudskiego;
- fortyfikacje z XVII w;
- zamczysko Berdechów w miejscu zamku wzmiankowanego w latach 1436, 1461, 1479, które położone jest 1,5 km na północny wschód od rynku. Obecnie widoczne są jedynie pozostałości wałów;
- cmentarz wojenny nr 132 – Bobowa.

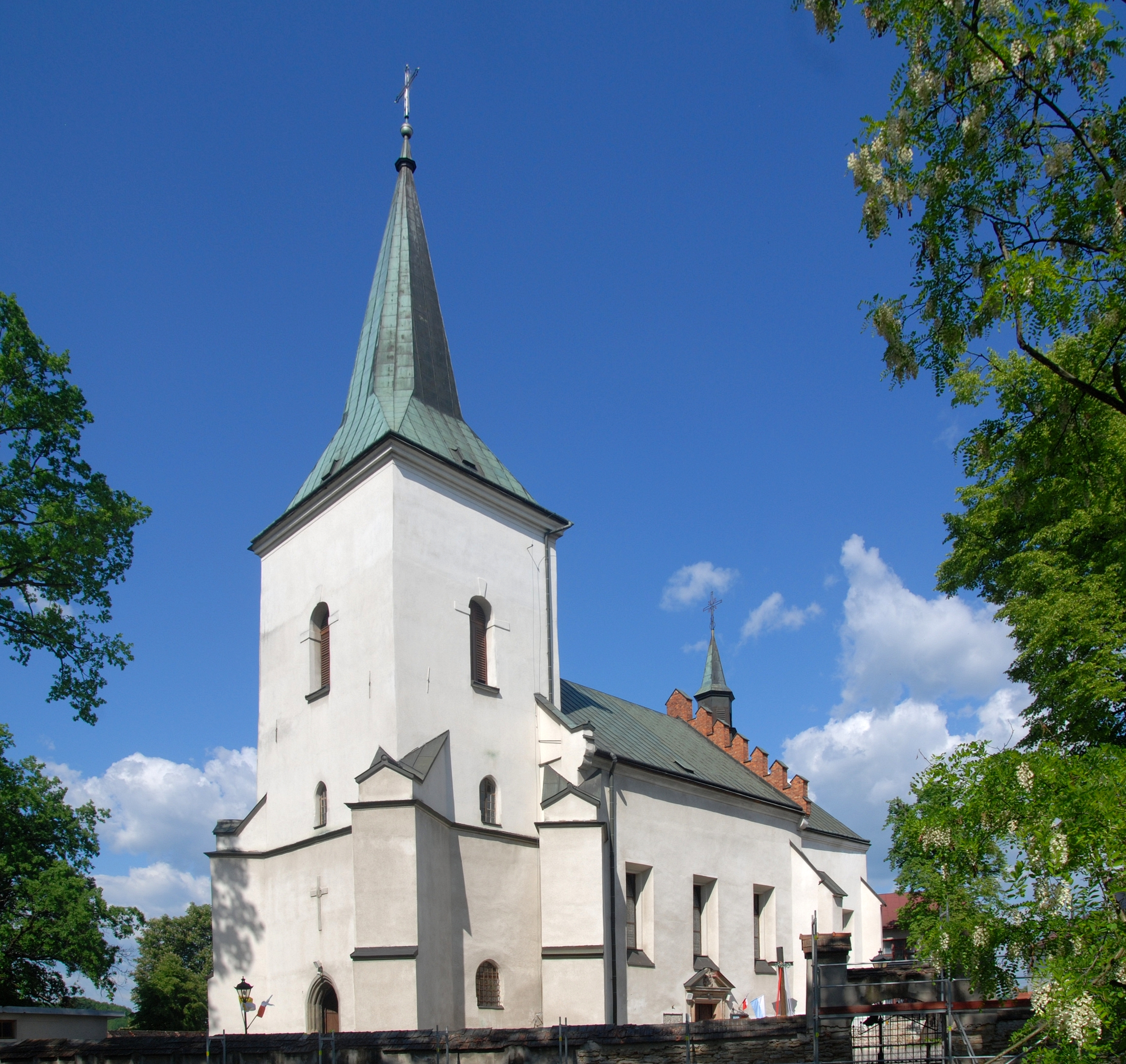
Kościół parafialny Wszystkich Świętych
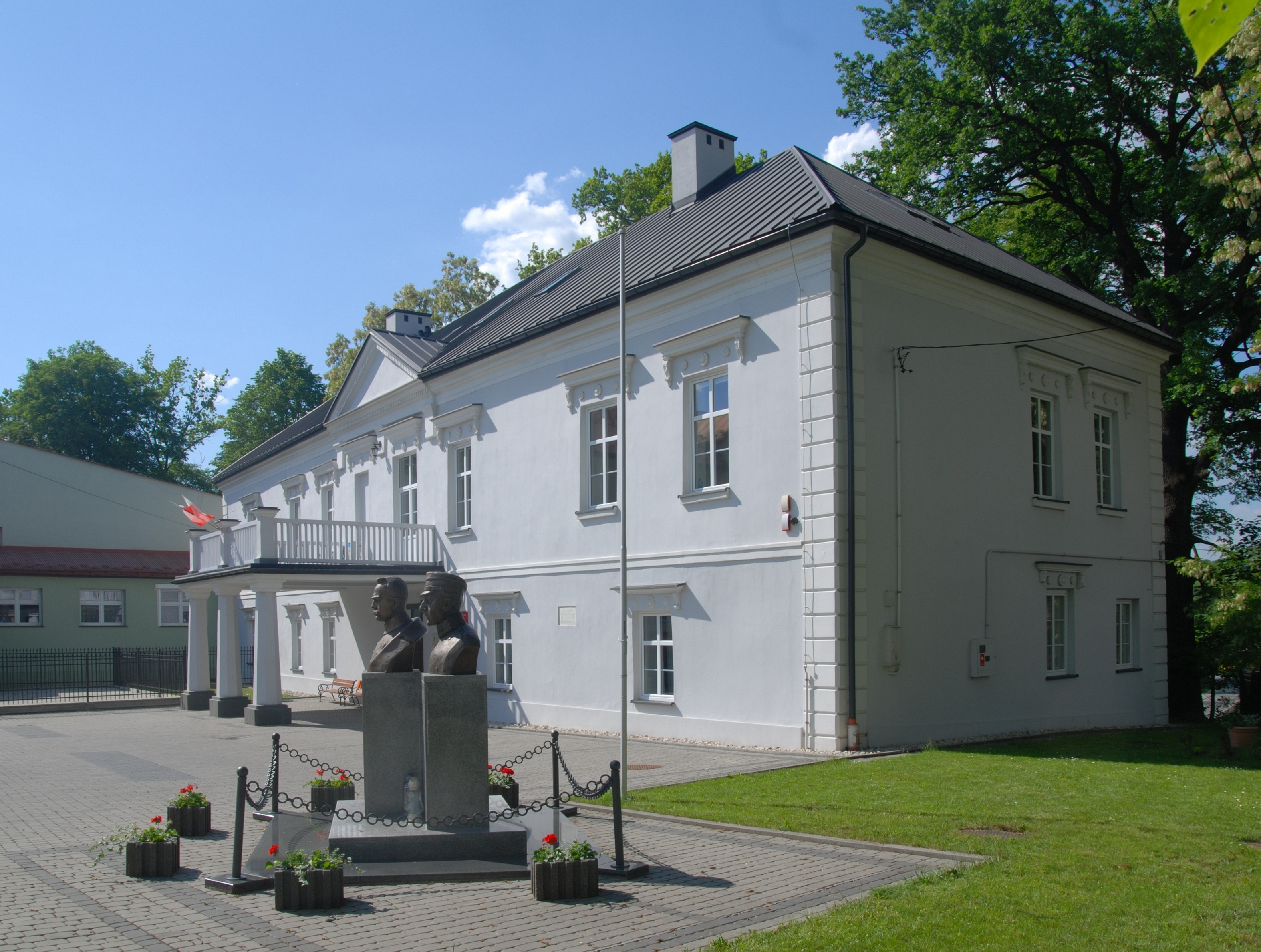
Dwór Długoszowskich z popiersiami Piłsudskiego i Wieniawy-Długoszowskiego
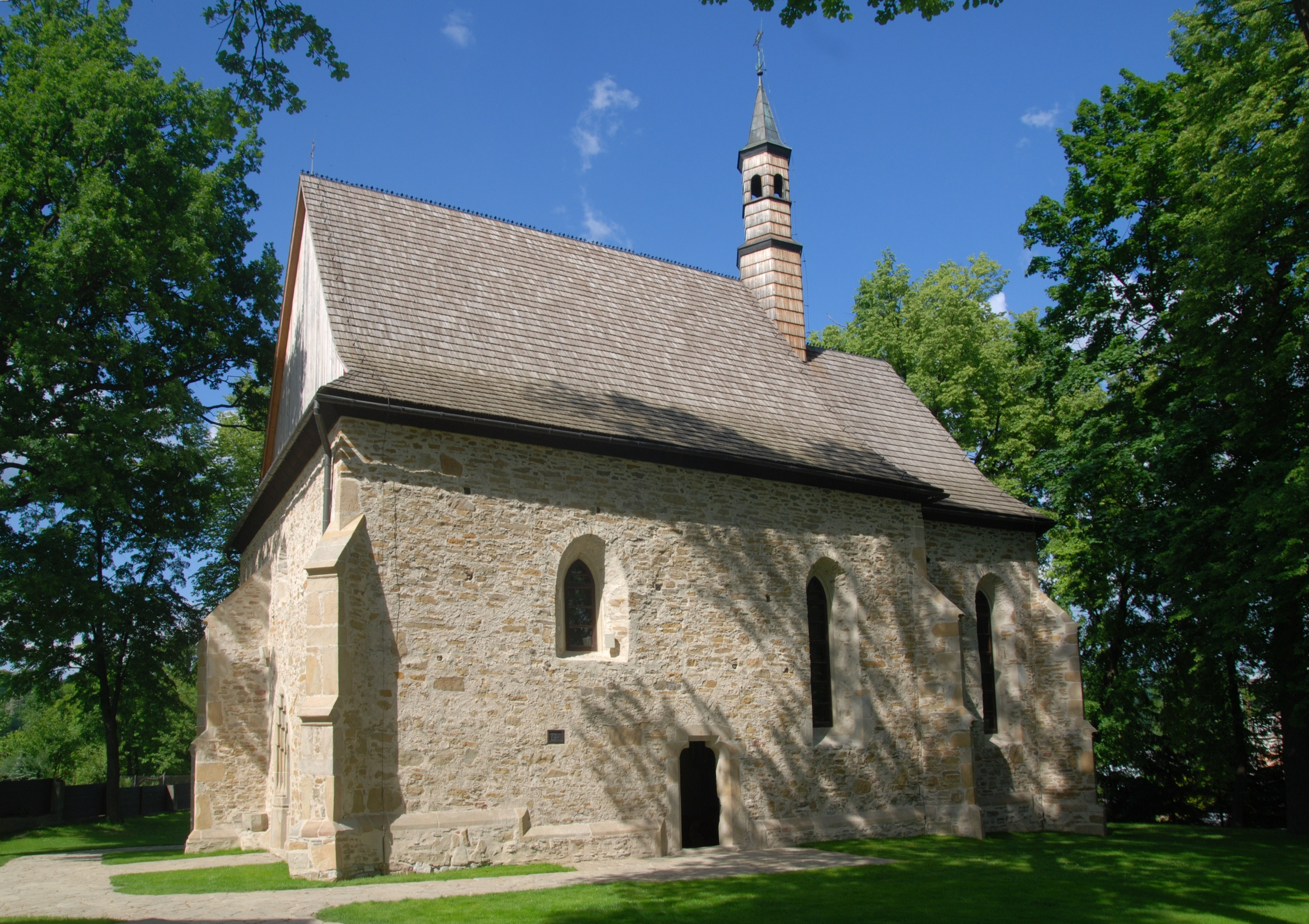
Kościół cmentarny św. Zofii

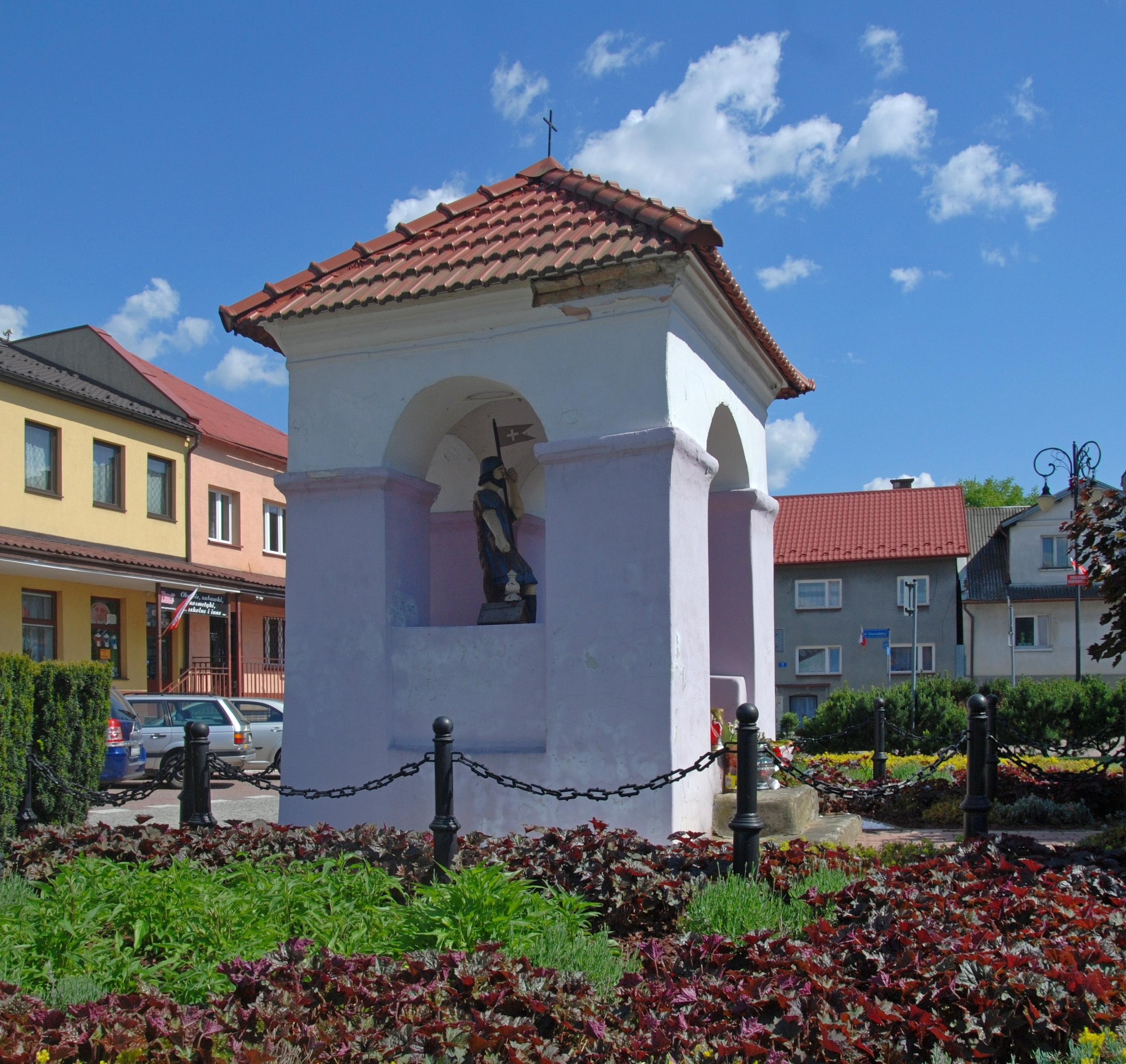
Kapliczka w rynku
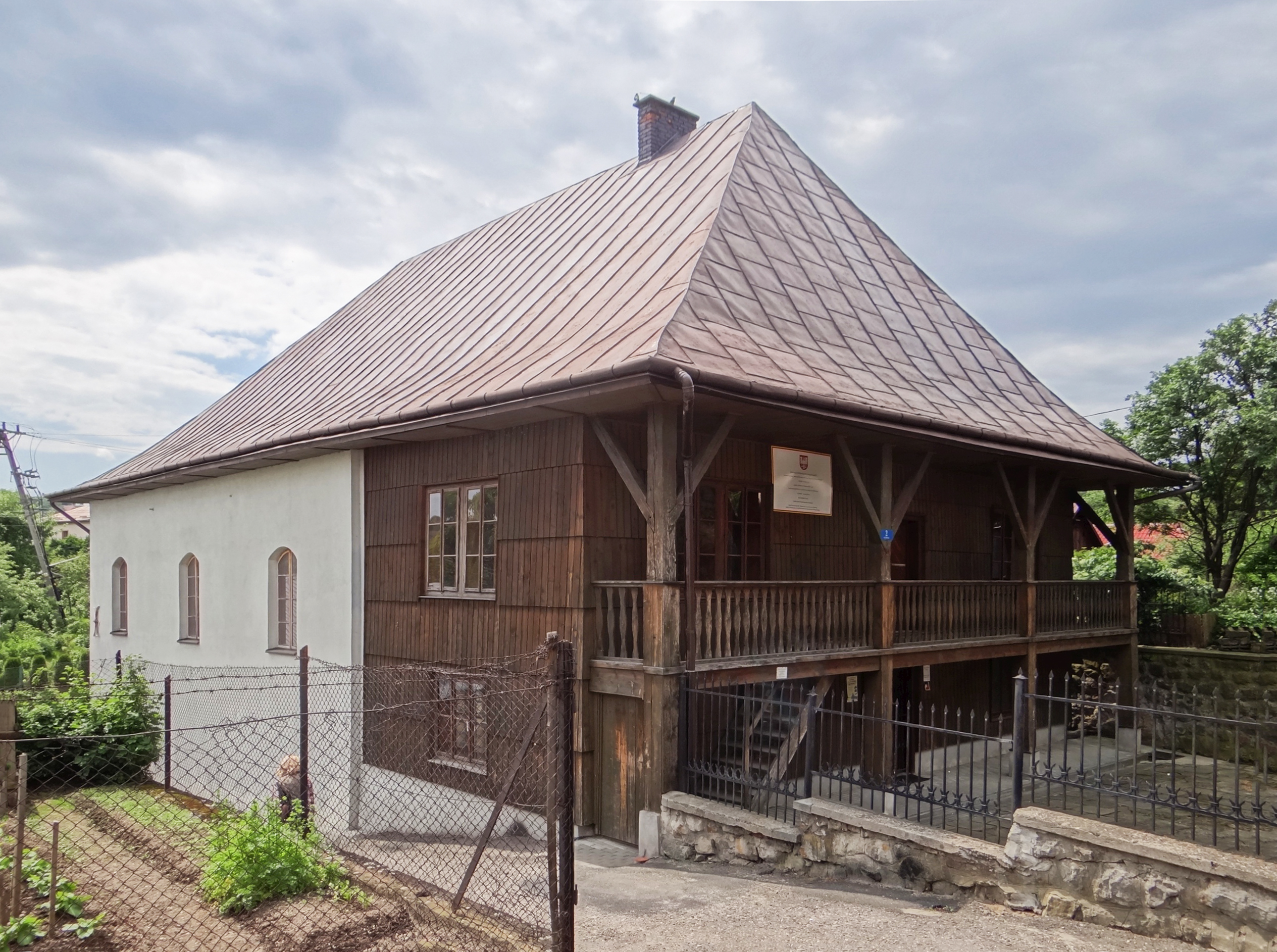
Synagoga
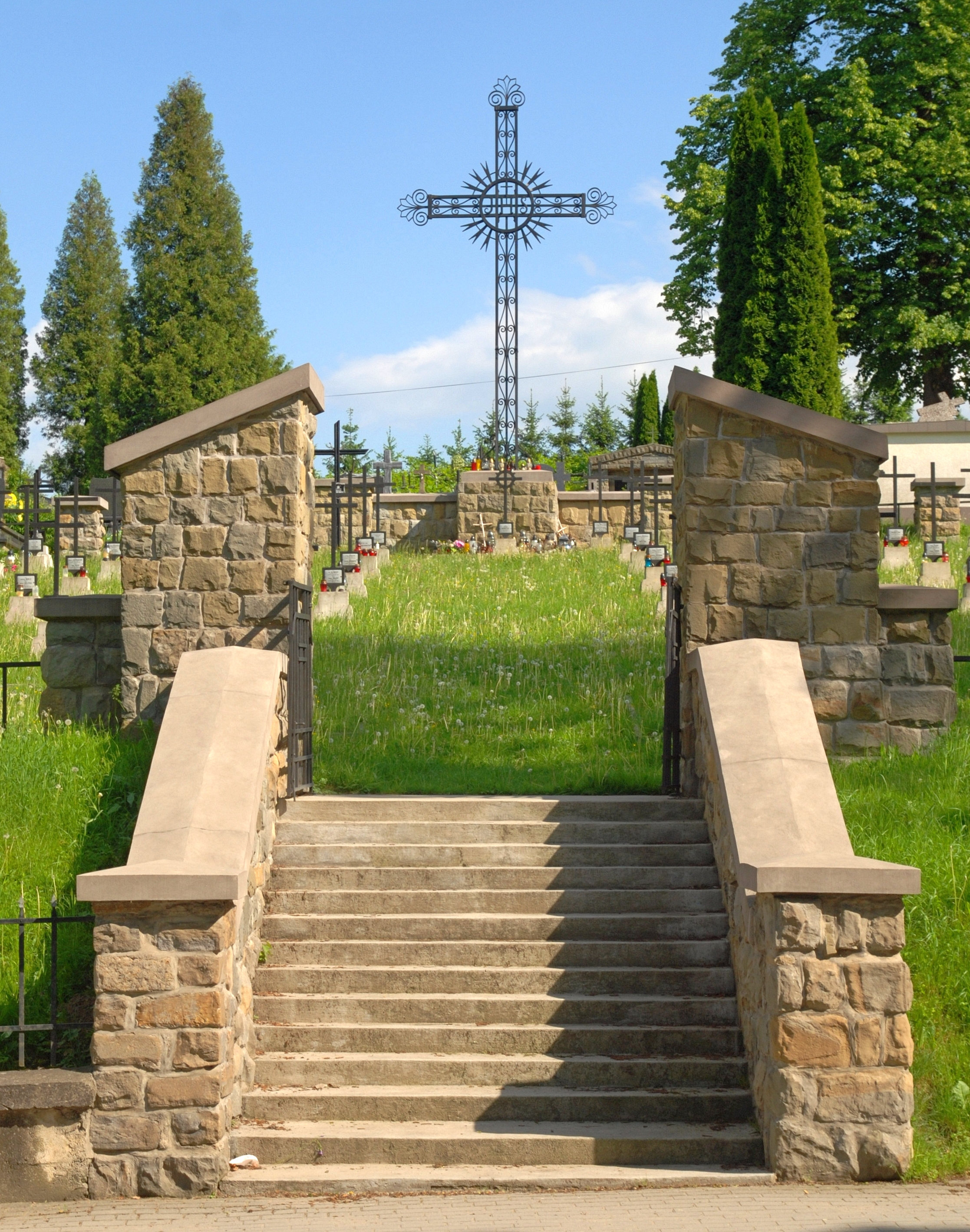
Cmentarz wojenny nr 133

## Szlaki turystyczne
Szalowa – Bobowa – Bukowiec – Jamna (bacówka)

## Media
- Regionalny Portal Informacyjny Bobowa24.pl[17]